# Phystis simois
Phystis simois är en fjärilsart som beskrevs av William Chapman Hewitson 1864. Phystis simois ingår i släktet Phystis och familjen praktfjärilar. Inga underarter finns listade i Catalogue of Life.

## Bildgalleri

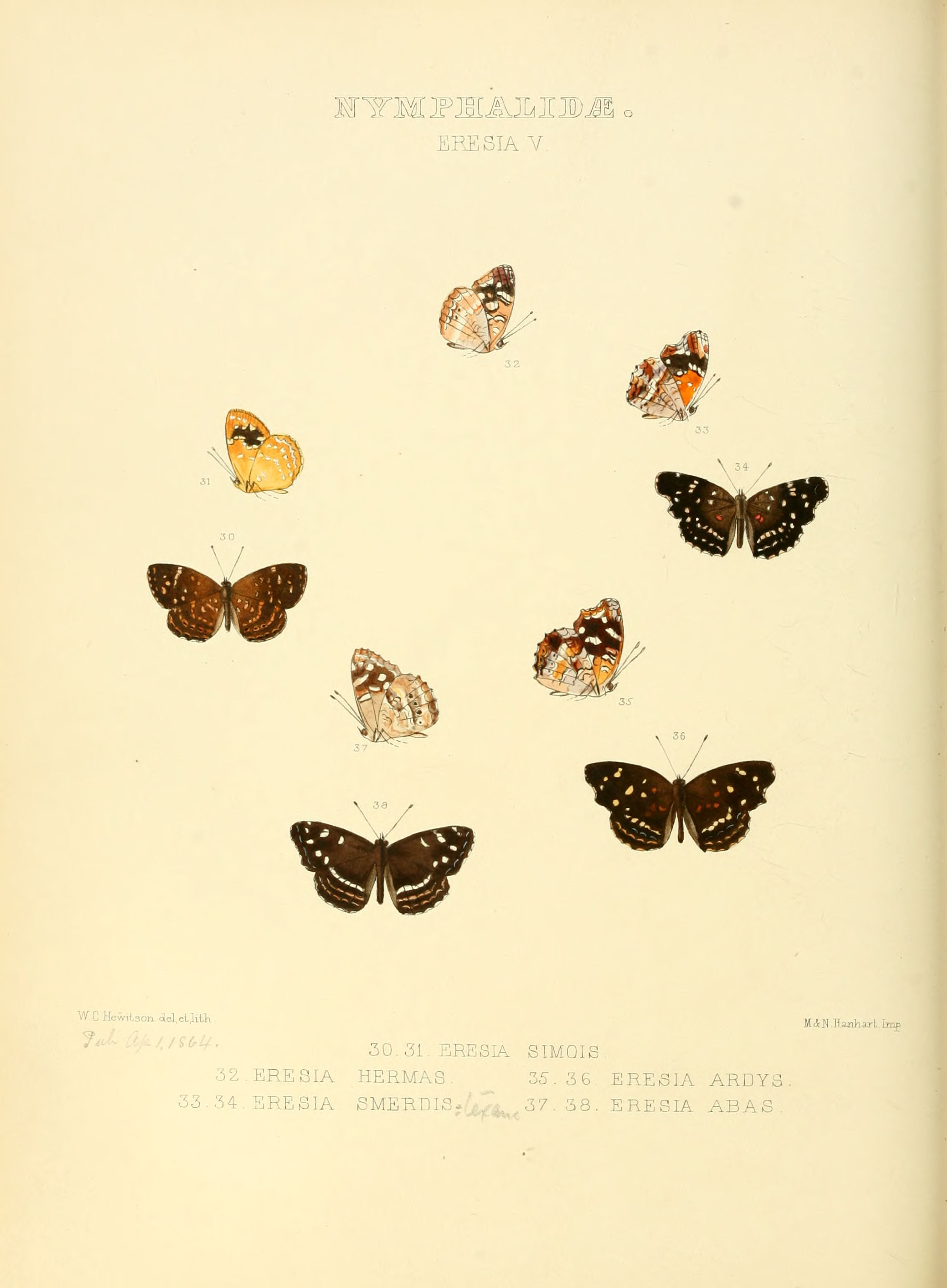